# Krates z Teb

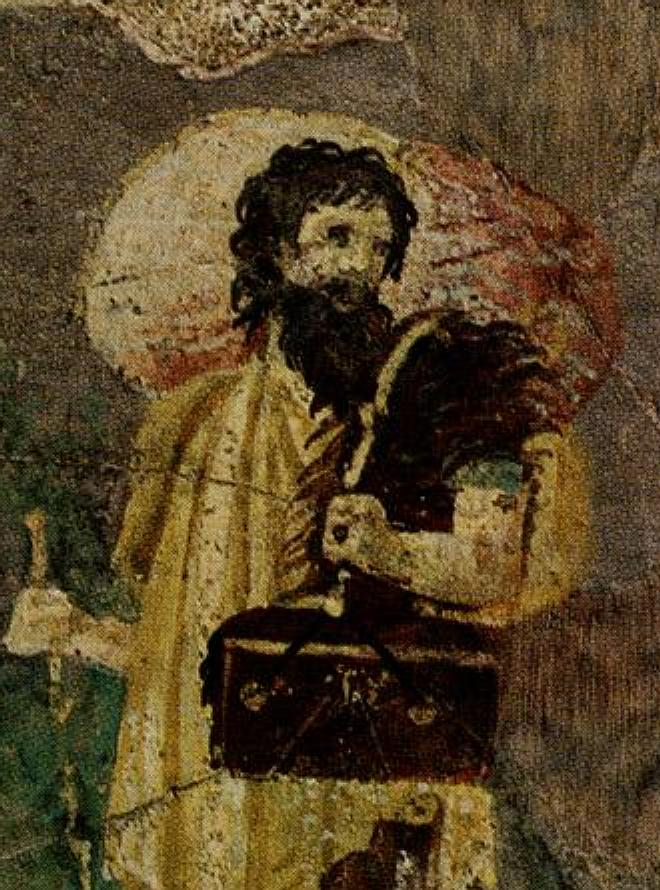
Krates z Teb (fresk z ok. I w. n.e.)

Krates z Teb (gr. Κράτης ὁ Θηβαῖος Krates ho Thebaios; ur. 365 p.n.e. w Tebach, zm. 285 p.n.e. tamże) – grecki filozof, przedstawiciel nurtu cynickiego. 
Uczeń Diogenesa z Synopy, nauczyciel Zenona z Kition, twórcy stoicyzmu. Jego żoną była Hipparchia, również filozof. Z jego dzieł zachowały się jedynie fragmenty, m.in. jego rozumienie filozofii cynizmu.

## Poglądy
Krates twierdził, że pragnienie bogactwa i sławy są złem, a ich przeciwieństwa – ubóstwo i niesława, najlepszym przyjacielem mędrca, ponieważ pozwalają i uczą, jak potrzebować jedynie samego siebie – do niezależności, czyli zdaniem cyników – szczęścia (autarkia). Był pierwszym cynikiem, który posiadał stanowisko i majątek, ale je porzucił, zamierzając postępować zgodnie z filozofią cynicką. Będąc człowiekiem z natury bardzo pogodnym, wprowadził do cynizmu element oddania dla innych i filantropii. Podkreślał marność rzeczy.